# Traslocone
Il traslocone (noto anche come canale di traslocazione) è un complesso di proteine associate con la traslocazione attraverso le membrane dei polipeptidi in fase di sintesi. Negli eucarioti i polipeptidi sono trasportati nel lume del reticolo endoplasmatico (RE) a partire dal citosol. Questo processo richiede che la sequenza amminoacidica oltrepassi la barriera idrofobica costituita dal doppio strato fosfolipidico della membrana. Nei procarioti un complesso proteico simile trasporta i polipeptidi attraverso la membrana plasmatica. I patogeni dei batteri possono assemblare trasloconi nelle membrane della cellula ospite, per poter esportare i fattori di virulenza nella cellula bersaglio.
I trasloconi possono anche spostare polipeptidi (come proteine danneggiate destinate al proteosoma) dall'interno del reticolo endoplasmatico al citosol. Il traffico in questa direzione richiede energia sotto forma di GTP.
Le proteine che devono essere trasferite al reticolo endoplasmatico sono riconosciute da una particella, la particella di riconoscimento del segnale (SRP), che blocca la traduzione del polipeptide da parte del ribosoma mentre collega il ribosoma al recettore SRP sul reticolo endoplasmatico. Questo meccanismo di riconoscimento si basa su una specifica sequenza-segnale presente all'estremità N-terminale, in particolare nei primi codoni del polipeptide da sintetizzare.
Secondo il modello attuale sulla traslocazione il traslocone (o traslocatore) agisce come canale attraverso la membrana idrofobica del reticolo endoplasmico (in seguito all'avvenuta dissociazione della SRP e dopo che la traduzione è proseguita). Il polipeptide in fase di sintesi è infilato nel canale come una stringa di amminoacidi. Una volta che la traduzione è completata una peptidasi del segnale rimuove la breve sequenza segnale dalla proteina nascente e lascia il polipeptide libero nel lato interno  del reticolo endoplasmico.
Il traslocone può anche traslocare ed integrare le proteine di membrana secondo il corretto orientamento rispetto alla membrana del reticolo endoplasmico. Il meccanismo di tale processo non è pienamente noto, ma coinvolge il riconoscimento e la gestione da parte del traslocone dell'allungamento delle porzioni idrofobiche della sequenza amminoacidica che sono destinate a diventare la porzione transmembrana.
Il componente principale del Traslocone è: Sec 61.
I trasloconi possono essere anche bidirezionali. Ciò permette ai polipeptidi di associarsi e dissociarsi dalle membrane. Un esempio è costituito da Sec61
I trasloconi sono complessi formati da proteine Sec.